# 2008年努纳武特地区大选
2008年努纳武特地区大选于2008年10月27日举行，用以選出第3届努纳武特地区立法会议员。
因努纳武特地区实行共识政府制度，由第3届地区立法会于11月14日举行的第一次特别会议选举伊娃·阿里亞克担任下任努纳武特地区行政长官，接替保罗·奥卡利克（Paul Okalik）。

## 选举结果
基于共识政府下的地区立法会议员候选人均为独立人士，选举结果显示当选的第3届地区立法会19名议员中，上届地区立法会议员连任7人，新就任地区立法会议员12人。